# یطا
یطا (به لاتین: Yatta, Hebron) یک شهر در کرانه باختری رود اردن است که در استان الخلیل واقع شده‌است.

## خصوصیات
یطا ۶۴٬۲۷۷ نفر جمعیت دارد.